# Johan Remen Evensen
Johan Remen Evensen (Hadsel, 15 settembre 1985) è un ex saltatore con gli sci norvegese, vincitore di varie medaglie olimpiche e iridate.

## Biografia
In Coppa del Mondo esordì il 6 dicembre 2008 a Trondheim (10°), ottenne il primo podio il 14 dicembre successivo a Pragelato (3°) e la prima vittoria il 21 marzo 2009 a Planica.
L'11 febbraio 2011 stabilì il nuovo primato mondiale di distanza con una misura di 243,0 metri, ottenuto sul Vikersundbakken di Vikersund. Poco dopo Evensen migliorò questo primato, portandolo a 246,5 metri. La misura è rimasta imbattuta fino al 2015, quando è stata superata dallo sloveno Peter Prevc (250 m).
In carriera prese parte a un'edizione dei Giochi olimpici invernali, Vancouver 2010 (15° nel trampolino lungo, 3° nella gara a squadre), a due dei Campionati mondiali, vincendo due medaglie, e a una dei Mondiali di volo, vincendo una medaglia.
Annunciò il ritiro nel febbraio 2012, dopo aver mancato la convocazione per i Mondiali di volo di Vikersund.

## Palmarès

### Olimpiadi
- 1 medaglia:
  - 1 bronzo (gara a squadre a Vancouver 2010)

### Mondiali
- 2 medaglie:
  - 2 argenti (gara a squadre a Liberec 2009; gara a squadre dal trampolino lungo a Oslo 2011)

### Mondiali di volo
- 1 medaglia:
  - 1 argento (gara a squadre a Planica 2010)

### Coppa del Mondo
- Miglior piazzamento in classifica generale: 11º nel 2011
- 14 podi (6 individuali, 8 a squadre):
  - 2 vittorie (1 individuale, 1 a squadre)
  - 7 secondi posti (2 individuali, 5 a squadre)
  - 5 terzi posti (3 individuali, 2 a squadre)

#### Coppa del Mondo - vittorie
| Data             | Località  | Nazione  | Trampolino                                                       |
| ---------------- | --------- | -------- | ---------------------------------------------------------------- |
| 21 marzo 2009    | Planica   | Slovenia | Letalnica HS215 (con Tom Hilde, Anders Jacobsen e Anders Bardal) |
| 12 febbraio 2011 | Vikersund | Norvegia | Vikersundbakken HS225                                            |